# 崔特·威廉斯
李察·崔特·威廉斯（英語：Richard Treat Williams，1951年12月1日—2023年6月12日），美國男演員、作家、製片人及導演。他最初以1979年電影《毛髮》中擔任主要角色而聞名，之後又出演了《城市王子》（1981年）、《四海兄弟》（1984年）和《127小時》（2010年）。2002年到2006年間，他在電視劇《雪山鎮》中擔任主演，並入圍過兩次美國演員工會獎最佳戲劇影集男演員。

## 經歷
崔特·威廉斯出生於康乃狄克州羅威頓，是古董交易商瑪麗安·安德魯（Marian Andrew）及公司高級主管李察·諾曼·威廉斯（Richard Norman Williams）的兒子。他的曾曾曾曾曾祖父是康乃狄克參議員威廉·亨利·巴南，遠房親戚是藝人費尼爾司·泰勒·巴納姆，而另一名遠房親戚則是政治家羅伯特·崔特·潘恩。
高中時，威廉斯參加了美式足球隊。他畢業於康涅狄格州的肯特學院和賓夕法尼亞州的富蘭克林與馬歇爾學院。
2023年6月12日，於佛蒙特州30號國道，威廉斯所騎乘的重機遭一輛貨車撞上。他被直升機緊急送往奧爾巴尼醫療中心，仍不幸逝世。享壽71歲。

## 外部連結
- Treat Williams cast bio on The WB （页面存档备份，存于）
- 崔特·威廉斯在互联网电影资料库（IMDb）上的資料（英文）
- 互联网外百老汇数据库（IOBDB）上崔特·威廉斯的資料（英文）
- Remarkably Good - TFL.org approved fanlisting for Treat Williams